# Massacre du samedi soir

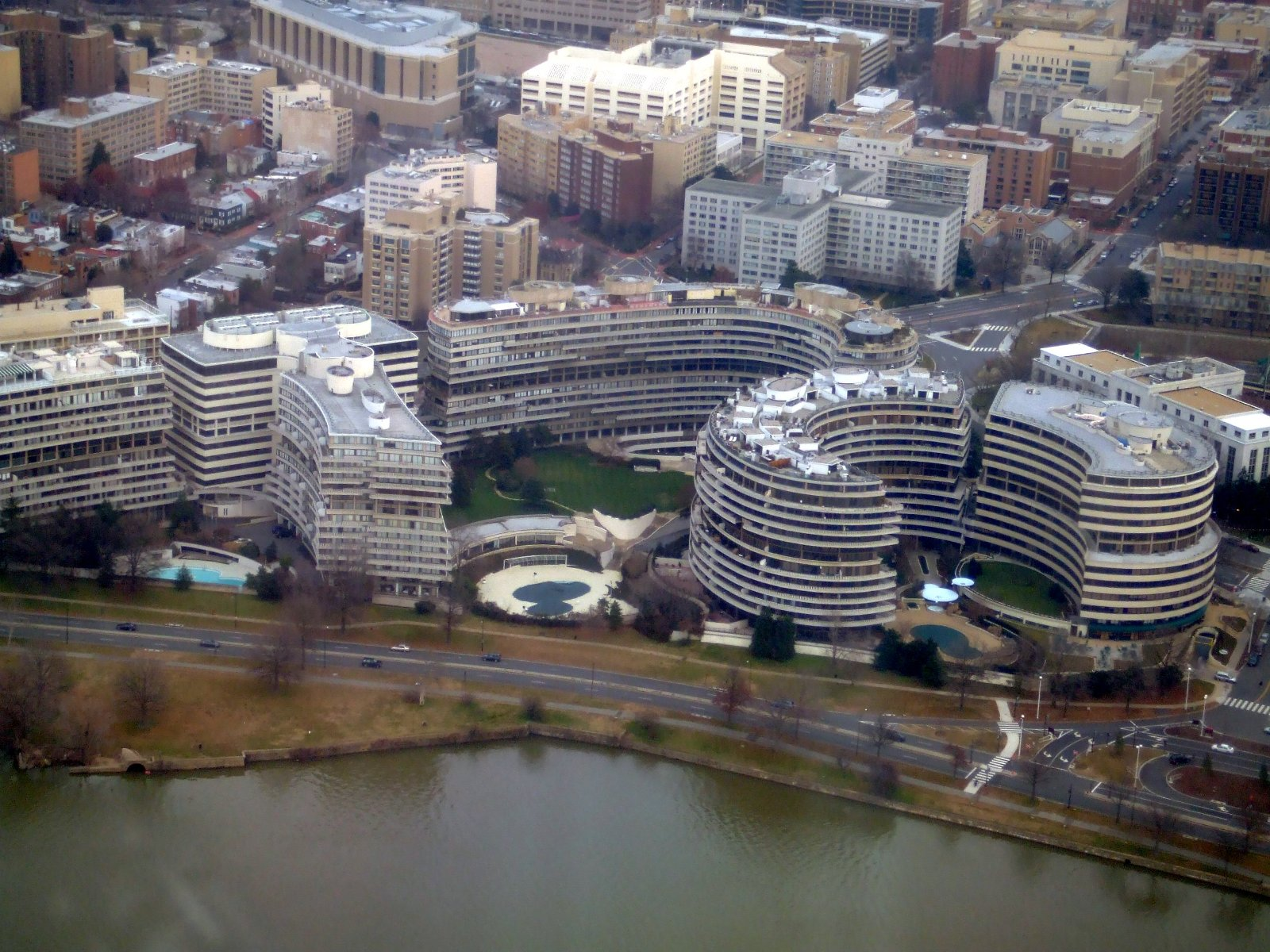
Le complexe du Watergate en 2006.

Le massacre du samedi soir (Saturday Night Massacre) est le nom donné par les commentateurs politiques à la mise à pied exécutive du procureur spécial indépendant Archibald Cox par le président américain Richard Nixon, et à la démission du procureur général des États-Unis Elliot Richardson, et du procureur général adjoint William Ruckelshaus au cours du scandale du Watergate le 20 octobre 1973.

## Historique

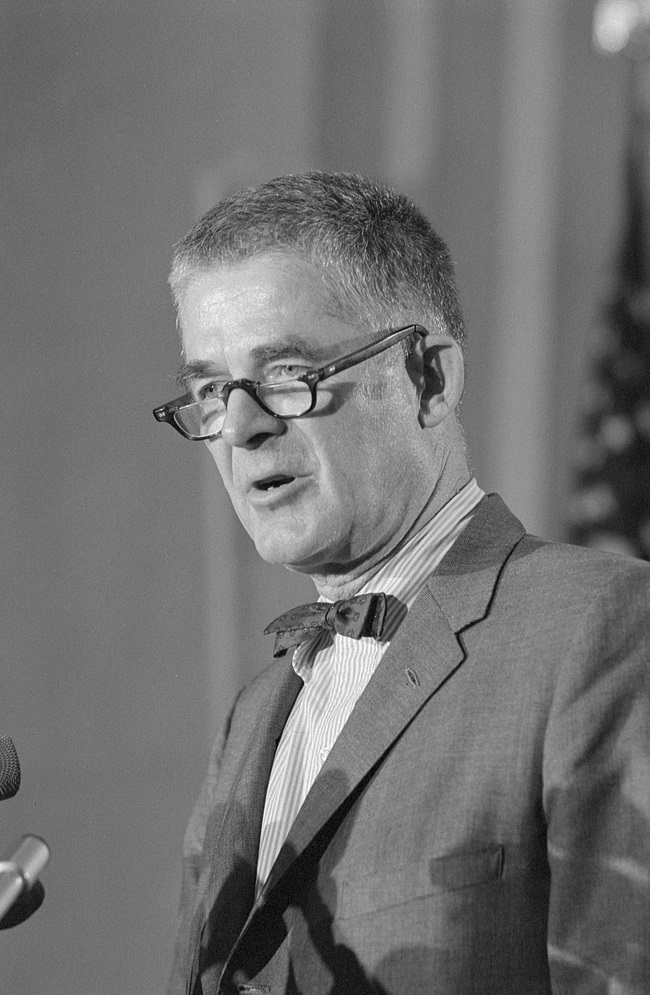
Le procureur spécial du Watergate, Archibald Cox, lors d'une conférence de presse au ministère de la Justice le 4 juin 1973. Il sera mis à pied par le président Richard Nixon, le 20 octobre 1973.

### Préambule
Le 12 juin 1972, Richard Kleindienst est nommé comme procureur général des États-Unis. Après le cambriolage du Watergate, Gordon Liddy, membre du Comité pour la réélection du Président, lui demande d'intervenir pour libérer l'équipe de poseurs de micros qui a été arrêtée. Richard Kleindienst refuse, mais n'ouvre pas une instruction pour autant. Au cours du scandale qui s'ensuit, Kleindienst démissionne le 30 avril 1973, en même temps que les conseillers du président Bob Haldeman, John Ehrlichman et John Dean. 
Il n'est remplacé que le 25 mai 1973 par Elliot Richardson, alors secrétaire à la Défense. Entre-temps, soit le 18 mai 1973, Achibald Cox est nommé procureur spécial indépendant. Ceci répondait à la garantie que Richardson avait donnée au comité judiciaire du Sénat fédéral, soit de nommer un conseiller indépendant pour enquêter sur le cambriolage du Watergate.[réf. nécessaire] . 
Lors son enquête, Cox transmit un subpoena à Nixon lui demandant de transmettre des copies des conversations enregistrées au Bureau ovale et autorisées par Nixon à titre de preuve. Le président refusa d'abord de se conformer au subpoena. 
Cependant, le vendredi 19 octobre 1973, il demanda au sénateur américain John C. Stennis de revoir les enregistrements et d'en faire la synthèse pour le bureau du procureur spécial, événement qui serait plus tard baptisé le compromis de Stennis. Cox refusa ce compromis le même soir. 

### Massacre du samedi soir
C'est le jour suivant, le samedi 20 octobre 1973, que le président Nixon décida de procéder au renvoi de Cox à partir de son bureau, et ce bien que les bureaux gouvernementaux soient fermés pour le week-end. Pour ce faire, Nixon contacta le procureur général Richardson et lui ordonna de renvoyer le procureur spécial. Ce dernier refusa et décida de remettre sa démission en guise de protestation. C'est alors que Nixon transmit le même ordre au procureur général adjoint Ruckelhaus. Ce dernier refusa également et donna aussi sa démission en guise de protestation.
Finalement, Nixon contacta l'Avocat général des États-Unis, Robert Bork, en lui promettant de le nommer à la Cour suprême dès que l'occasion se présente, et lui ordonna, en tant que chef par intérim du ministère de la Justice, de renvoyer Cox. Il faut savoir que Richardson et Ruckelhaus avaient tous deux assuré personnellement au comité du Congrès chargé de superviser l'enquête du procureur spécial qu'ils n'interféreraient pas dans l'enquête. En revanche, Bork n'avait pas fait une telle promesse au comité. Il se conforma donc à l'ordre de Nixon et renvoya Cox.
En somme, de cette journée auront résulté les démissions de Richardson et de Ruckelhaus, outre la mise à pied de Cox. Les commentateurs politiques nommèrent cette succession d’événements le « Massacre du samedi soir ».
À l'origine, la Maison-Blanche affirma avoir renvoyé Ruckelhaus, mais comme l'indiquait un article du Washington Post paru le jour suivant, « La lettre du Président à Bork disait aussi que Ruckelhaus avait démissionné »[réf. nécessaire].
Le Congrès réagit avec vigueur contre ce geste perçu comme un abus grave des pouvoirs présidentiels. En quelques jours, le Congrès introduisit plusieurs projets de loi d'impeachment contre le président. Nixon se défendit au cours d'une célèbre conférence de presse le 17 novembre 1973, dans laquelle il affirma :
« … Dans toutes mes années de vie publique, je n'ai jamais fait obstruction à la justice. Je crois aussi pouvoir dire que dans toutes mes années de vie publique, j'ai bien accueilli ce genre d'examen, parce que les gens doivent savoir si leur président est une crapule (crook). Eh bien je ne suis pas une crapule ! J'ai mérité tout ce que j'ai. ».
La présidence de Nixon allait succomber aux pressions croissantes résultant du scandale du Watergate et de ses tentatives de camouflage. Face à la menace alors certaine d'une destitution par impeachment, Nixon démissionna le 9 août 1974.
La loi sur l'éthique gouvernementale de 1978, aussi appelée Loi du conseil indépendant, maintenant échue, est la résultante directe du Massacre du samedi soir.